# William Halsey
William Frederick Halsey, Jr. (Elizabeth (New Jersey), 30 oktober 1882 – Fishers Island (New York), 16 augustus 1959) was een Amerikaans admiraal in de Amerikaanse marine. In de Tweede Wereldoorlog was hij commandant van de Amerikaanse derde vloot in de Stille Oceaan.

## Leven
Halsey werd geboren als zoon van een marinekolonel. Hij ging naar de Pingry School en studeerde in 1900 medicijnen aan de Universiteit van Virginia. Hierna ging hij tot 1904 naar de United States Naval Academy. Hij bracht de jaren hierna onder andere door op het slagschip Missouri, waarmee hij tussen 1907 en 1909 rond de wereld voer. Hij voerde in 1912 het commando over een torpedoboot en in 1913 als Lieutenant Commander over een vlootverband van torpedoboten.
Tijdens de Eerste Wereldoorlog voerde hij onder andere het commando over de torpedobootjager USS Shaw, waarmee hij op de Atlantische Oceaan transportschepen escorteerde. Hiervoor ontving hij het Navy Cross.
Tussen 1922 en 1925 werkte Halsey als marineattaché, waarna hij het commando voerde over twee torpedobootjagereskaders. In 1927 werd hij bevorderd tot kapitein-ter-zee en gedurende de jaren 30 kreeg hij het commando over USS Saratoga en het Naval Air Station Pensacola.
In 1938 volgde zijn bevordering tot schout-bij-nacht en in 1940 werd hij viceadmiraal, waarna hij het bevel voerde over vliegdekschepen uit de United States Pacific Fleet. Op het moment van de aanval op Pearl Harbor, bevond Halsey zich met USS Enterprise nabij Wake, om deze luchtsteun te kunnen bieden. Hierdoor was de Enterprise na de aanval nog een van de weinige schepen in de westelijke Stille Oceaan die slagvaardig was.
Gedurende de eerste zes oorlogsmaanden voerde Halsey met de onder hem gestelde vloot van vliegdekschepen luchtaanvallen uit op de door Japan bezette eilanden, onder andere bij Doolittle Raid. Tijdens de Slag om Midway bevond hij zich echter voor een medische behandeling in de Verenigde Staten.
In oktober 1942, tijdens de Slag om Guadalcanal, volgde hij Robert L. Ghormley op als commandant van het Zuid-Pacifische gebied en daarvoor op 19 november 1942 tot admiraal bevorderd. In 1943 kreeg hij het bevel over de nieuw gevormde Amerikaanse derde vloot, die onder zijn bevel aan Operatie Carthweel deelnam. Hij wisselde dit commando af met admiraal Raymond Spruance, onder wiens leiding dit eskader bekendstond als de Amerikaanse vijfde vloot.
Onder Halseys leiding kwam de vloot op 18 december 1944 terecht in de typhoon Cobra, waarbij drie torpedobootjagers kapseisden, negen schepen zwaar beschadigd raakten en 790 zeelieden omkwamen. Voordien had de vloot nog een grote rol gespeeld in de Slag in de Golf van Leyte en bij aanvallen op landdoelen in de Zuid-Chinese Zee en de Japanse eilanden. Op 29 augustus 1945 voer Halsey aan boord van zijn vlaggenschip USS Missouri de Baai van Tokio binnen, waar op 2 september de overgave van Japan ondertekend werd.
Na de oorlog werd Halsey op 21 december 1945 als vierde en laatste officier benoemd tot vlootadmiraal. In maart 1947 ging hij met pensioen.
Tot 1957 zat hij in de raad van ITT. Op 16 augustus 1959 stierf hij op Fishers Island, waarna hij begraven werd op Arlington National Cemetery.
Een jaar na zijn overlijden verscheen de film The Gallant Hours, waarin hij gespeeld werd door James Cagney.

## Militaire loopbaan
- Midshipman, United States Naval Academy: klas van het jaar 1904
- Ensign, United States Navy: 2 februari 1906
- Lieutenant, Junior Grade, United States Navy: 2 februari 1909
- Lieutenant, United States Navy: 2 februari 1909
- Lieutenant Commander, United States Navy: 29 augustus 1916
- Commander, United States Navy: 1 februari 1918
- Captain, United States Navy: 10 februari 1927
- Rear Admiral (lower half), United States Navy: nooit gehouden
- Rear Admiral (upper half), United States Navy: 1 maart 1938
- Vice Admiral, United States Navy: 13 juni 1940
- Admiral, United States Navy: 18 november 1942
- Fleet admiral, United States Navy: 11 december 1945
- Halsey heeft nooit de rang van lieutenant, junior grade gehouden, hij werd bevorderd tot lieutenant na drie jaar dienst als een ensign. Halsey's marine gegevens verklaren niet waarom hij werd bevorderd tot de rang van lieutenant, (junior grade) en lieutenant op dezelfde dag.[2]
- Ten tijde van Halsey's bevordering naar rear admiral, had de United States Navy de rang van commondore niet gehandhaafd als een één-ster rang. Halsey werd daarom bevorderd tot de rang van viceadmiraal (twee sterren).

## Onderscheidingen
- Naval Aviator Badge
- Navy Cross[3]
- Navy Distinguished Service Medal met drie Gouden Sterren[3]
- Army Distinguished Service Medal[3]
- Presidential Unit Citation[3] met Award Ster
- Mexican Service Medal[3]
- Overwinningsmedaille (Frankrijk)
- World War II Victory Medal[3]
- American Defense Service Medal[3] met gesp "Fleet"[3]
- Asiatic-Pacific Campaign Medal[3] met twaalf Battle Sterren
- Overwinningsmedaille (Verenigde Staten)[3] met gesp "Destroyer"[3]
- National Defense Service Medal
- Philippine Liberation Medal[3] met twee Sterren
- Grootkruis in de Orde van het Zuiderkruis[3]
- Grootkruis in de Orde van Verdienste[3]
- Grootkruis in de Orde van Boyacá
- Naval Order of Merit[3]
- Orde van Abdon Calderón, Eerste Klasse[3]
- Gouden Kruis in de Orde van de Verlosser[3]
- Grootkruis in de Orde van Vasco Núñez de Balboa
- Orde van Ayacucho[3]
- Ereridder Commandeur in de Orde van het Britse Rijk[3]
- Grootlint in de Orde van de Bevrijder
- Opperste Leider in de Orde van de Quetzal[3]

## Nagedachtenis
- De Amerikaanse marine heeft tot dusver twee schepen naar Halsey vernoemd: USS Halsey (CG-23), een kruiser van de Leahy-klasse en USS Halsey (DDG-97), een torpedobootjager van de Arleigh Burkeklasse.
- Halsey is gedurende zijn leven gedecoreerd met uiteenlopende onderscheidingen, waaronder de hierboven genoemde Navy Cross, maar ook tal van buitenlandse onderscheidingen, waaronder de Orde van het Britse Rijk.